# Lorenzo Iñigo Granizo
Lorenzo Íñigo Granizo va ser un militant anarcosindicalista espanyol. Va néixer a Ledanca (Guadalajara, Espanya) en 1911 i va morir en Madrid en 1991. Va emigrar amb els seus pares i els seus vuit germans a Madrid en 1916. Comença a treballar amb deu anys, després de quedar a l'edat de nou anys orfe de pare. En 1931 entra en el sindicat del Metall de la CNT i en les Joventuts Llibertàries, així com en la FAI. Secretari General de la Federació Ibèrica de Joventuts Llibertàries, escollit en el Congrés de València (1938). Va ser conseller d'Indústria en la Junta de Defensa de Madrid.
Acabada la Guerra Civil espanyola passa per diversos camps de concentració i presons. En 1945 queda lliure i es reincorpora a la lluita clandestina. Des de març de 1946 fou Secretari General de la CNT en l'interior. És detingut a l'abril d'aquest mateix any i condemnat a 15 anys de presó. Des de 1965 va ser un dels animadors de l'anomenat cincpuntisme i com a tal va participar en les reunions amb alguns jerarques del sindicat vertical del franquisme. Es va mantenir en aquesta línia en els anys que van seguir.